# Вултуру (Констанца)
Вултуру (рум. Vulturu) насеље је у Румунији у округу Констанца у општини Вултуру. Oпштина се налази на надморској висини од 120 m.

## Становништво
Према подацима из 2002. године у насељу је живело 751 становника, од којих су сви румунске националности.

### Хронологија
| Година       | 1992 | 1993 | 1994 | 1995 | 1996 | 1997 | 1998 | 1999 | 2000 | 2001 | 2002 | 2003 | 2004 | 2005 | 2006 | 2007 | 2008 | 2009 | 2010 | 2011 | 2012 | 2013 | 2014 | 2015 | 2016 | 2017 |
| ------------ | ---- | ---- | ---- | ---- | ---- | ---- | ---- | ---- | ---- | ---- | ---- | ---- | ---- | ---- | ---- | ---- | ---- | ---- | ---- | ---- | ---- | ---- | ---- | ---- | ---- | ---- |
| Становништво | 784  | 794  | 795  | 809  | 819  | 815  | 834  | 835  | 830  | 820  | 815  | 830  | 817  | 821  | 815  | 812  | 807  | 793  | 785  | 767  | 766  | 764  | 753  | 753  | 745  | 735  |